# تک‌آهنگ‌ها (آلبوم نیروانا)
«تک‌آهنگ‌ها» (به انگلیسی: Singles) آلبومی از نیروانا است که در سال ۱۹۹۵ میلادی منتشر شد.